# Castelnuovo di Conza
Pour les articles homonymes, voir Castelnuovo.
Castelnuovo di Conza est une commune italienne de la province de Salerne, dans la région Campanie.

## Administration
| Période                                  | Période | Identité | Étiquette | Qualité |
| ---------------------------------------- | ------- | -------- | --------- | ------- |
|                                          |         |          |           |         |
| Les données manquantes sont à compléter. |         |          |           |         |

### Hameaux
Castelnuovo di Conza est un petit village italien, situé dans la province de Salerne et la région de Campanie. Ses habitants sont appelés les castelnovesi.
Le village s'étend sur 14 km² et compte 662 habitants depuis le dernier recensement de la population. La densité de population est de 47,4 habitants par km² sur le village.
Entouré par Santomenna, Conza della Campania et Laviano, Castelnuovo di Conza est situé à 25 km au Nord-Est de Campagna la plus grande ville aux alentours. 
Situé à 670 mètres d'altitude, le village de Castelnuovo di Conza a pour coordonnées géographiques : Latitude 40° 49' 18 Nord ; Longitude 15° 19' 11 Est.
Le maire de Castelnuovo di Conza se nomme Francesco Custode.
Pour toutes vos démarches administratives, vous pouvez vous rendre à la mairie de Castelnuovo di Conza via F. Di Donato, 16. 
Castelnuovo di Conza a un grand nombre d'immigrants qui ont quitté le village pour des raisons économiques. Ces immigrants sont partis dans le monde entier : États-Unis, Canada, Argentine, Brésil, Australie, Belgique, Allemagne, Suisse, France, Guadeloupe, Martinique, Royaume-Uni, etc.

### Communes limitrophes
Caposele, Conza della Campania, Laviano, Pescopagano, Santomenna.